# Ассирійці в Лівані
Ассирійці в Лівані (сир. ܐܬܘܪܝܐ ܕܠܒܢܢ; араб. الآشوريين في لبنان; фр. Libanais-Assyriens), або ассирійські ліванці — люди ассирійського походження, що проживають у Лівані. За оцінками демографів, зараз у Лівані, переважно в Бейруті та Захле, проживають приблизно 30 000 ассирійців. Це число включає нащадків тих, хто пережив ассирійський геноцид, які втекли з Іраку, Туреччини та Ірану між 1915 і 1934 роками.

## Історія
Ассирійці є однією з кількох груп меншин у Лівані. Сирійська православна (якобітська) громада оселилася в Лівані серед маронітів після монгольських вторгнень у Пізньому Середньовіччі, однак ця громада була або розсіяна, або поглинена маронітами. Ассемані (1687—1768) зазначив, що багато сімей маронітів були якобітського походження. У XVII столітті в Триполі була присутня якобітська громада.
Ассирійський геноцид 1915 року змусив західних ассирійців з Тур-Абдіна втекти до Лівану, де вони сформували громади в районах Бейрута Захлі та Мусайтбе. Ассирійські біженці з французької Кілікії прибули в 1921 році. 1944 року було підраховано, що в Лівані проживало 3753 сирійських православних ассирійців.
До громадянської війни в Лівані (1975—1990) в країні було 65 000 сирійських православних ассирійців. Унаслідок насильства половина громади емігрувала, багато виїхали до Швеції, яка захищала «людей без громадянства». Станом на 1987 рік у Лівані було лише кілька тисяч сирійських православних ассирійців.
Під час громадянської війни в Лівані ассирійці зберігали нейтралітет; однак окремі особи приєдналися до кількох збройних сил, в основному тісно співпрацюючи із засновником і лідером збройних формувань Ліванських сил Бачіром Джемайелем і християнськими групами, такими як Команда коммандос Тайус і Партія Шурая.
Через вторгнення в Ірак у 2003 році та війну в Іраку (2013—2017) стався наплив ассирійських біженців, коли ассирійці втікали з Іраку до Лівану щоб іммігрувати до Європи, Сполучених Штатів та Австралії.
Третій вихід почався з 2011 року, коли натовпи ассирійців покинули Сирію через громадянську війну в Сирії, головним чином осідаючи в Сед-ель-Баукрі.
Кількість ассирійців, які втекли від насильства ІД в Іраку та Сирії, досягла 20 000 осіб. Більшість ассирійців із Камішлі та регіону Хабур у Сирії знайшли притулок у Лівані, більшість з яких живе в районах Баучеріє, Ахрафіє, Хадат і Захле. Тоді як багато ассирійців з Іраку або повернулися додому, або переїхали до Європи.
У звіті The Assyrian Journal за 2020 рік зазначено, що ассирійські біженці в Лівані стикаються з унікальними проблемами в епоху економічного спаду, протестів проти корупції та пандемії COVID-19. Причиною цього було названо їхнє відмінне етнічне та релігійне походження. У доповіді говориться, що багато ассирійських біженців відкидають ідею поселення в таборах для біженців через страх перед дискримінацією християн у цих таборах. Це змусило їх шукати інші форми приватного притулку, які часто пов'язані з витратами на оренду, харчування, воду, комунальні послуги та охорону здоров'я, які багато ассирійських біженців не в змозі оплатити самостійно. Попередня залежність від грошових переказів з-за кордону для оплати цих витрат також не є можливою через глобальну економічну кризу, спричинену пандемією. Асирійці, які бажають виїхати з цих умов в іншу країну, не можуть цього зробити через обмеження на пересування внаслідок пандемії.
У 2022 році Сирійська католицька церква обрала єпископом Ісаака Жюля Пітера Жоржа Бутроса, ставши на той час наймолодшим католицьким єпископом у світі. В інтерв'ю Aid to the Church in Need єпископ Жюль розповів про сирійську громаду в Лівані, сказавши, що в країні нараховується близько 4000 сімей сирійських католиків, переважно в Бейруті. Він додав, що сирійська католицька громада не відчуває себе представленою в ліванській конфесійній системі. «Ми не представлені в парламенті, і сирійські чоловіки та жінки не мають можливості зайняти високі посади в міністерствах, уряді чи парламенті. Коли наші бабусі й дідусі приїхали до Лівану, наші патріархи запропонували їм зайнятися економікою і торгівлею, а не політикою. Як наслідок, наша присутність у політиці завжди була дуже сором'язливою».

## Освіта
Ассирійська школа Святого Георгія (фр. Ecole St-Georges Assyrienne) — ассирійська школа в Лівані, якою керує Ассирійська церква Сходу. Він розташований у Сед Ель Баукрі. У школі навчаються до третього класу, навчається 150 учнів, з них 100 ассирійців. Одна година уроків сирійської мови на тиждень є обов'язковою для ассирійських студентів, курси мови також доступні влітку.

## Політика
У Лівані існує низка ассирійських політичних партій, які представляють місцеве населення. Більшість ассирійських політичних партій Лівану входять до Альянсу 14 березня і включають наступні партії:
- Партія Сирійського Союзу
- Партія Шурая

## Релігія
Більшість ассирійців у Лівані є християнами, які дотримуються східно- та західно-сирійського обряду. До них належать такі церкви:

### Ассирійці-католики

#### Халдейська католицька церква
У Лівані є близько 20 000 халдейських католиків, більшість з яких є біженцями з Іраку. Халдейська католицька єпархія Бейрута була створена 3 липня 1957 року, а головною парафією в країні є Халдейський католицький собор Святого Рафаїла.

#### Сирійська католицька церква
Патріарх Сирійсько-Католицької Церкви Ігнатій Йосиф III Йонан зараз проживає в Бейруті, де розташована церква. Церква володіє літньою резиденцією в Дейр-ель-Шерфеті на вершині гори Ліван. У 1817 році в Бейруті була створена сирійсько-католицька єпархія, яка з 1898 року залишалася вакантною. Єпархія Бейрута наразі перебуває під юрисдикцією патріаршого вікарія або апостольського адміністратора з моменту її вакансії.
За католицькою статистикою 1962 року, Сирійська Католицька Церква мала 6 парафій у Лівані, що складалося з 6 церков, 14 священиків і 14 500 прихильників. У 1964 році це число зросло до 8 церков і 15 000 прихильників.

### Православні ассирійці

#### Сирійська православна церква
Сирійська Православна Церква Антіохії представлена в Лівані такими священнослужителями:
- Архієпископство Гори Ліван під керівництвом Мора Теофіла Георгія Саліби
- Патріарший вікатет Захле під керівництвом Мора Юстіноса Булоса Сафара
- Архієпископство Бейрута та благодійні установи в Лівані під керівництвом Мора Клеміса Даніеля Малака Куріє
- Патріарші інституції в Лівані за Мора Хризостома Михайла Шамуна.

### Церква Сходу
Ассирійська церква Сходу в Лівані є частиною архієпархії Австралії, Нової Зеландії та Лівану під керівництвом Мара Мееліса Заї.
Церква в Лівані включає:
- Мар Геваргіс (Сед ель-Баушріє), побудований у 1953 році
- Мар Зая (Ксара, Захле)
- Раббан Петіун (Хадат)
- Мар Кнаня (Ахрафіє)

## Відомі люди
- Файруз[17]
- Абір Неме
- Еліас Зазі
- Філіп де Тарразі
- Ісаак Армалет
- Роберт Александр Мішель Мелкі[18]
- Фелікс Мішель Мелкі[18]